# Panzerhaubitze 2000

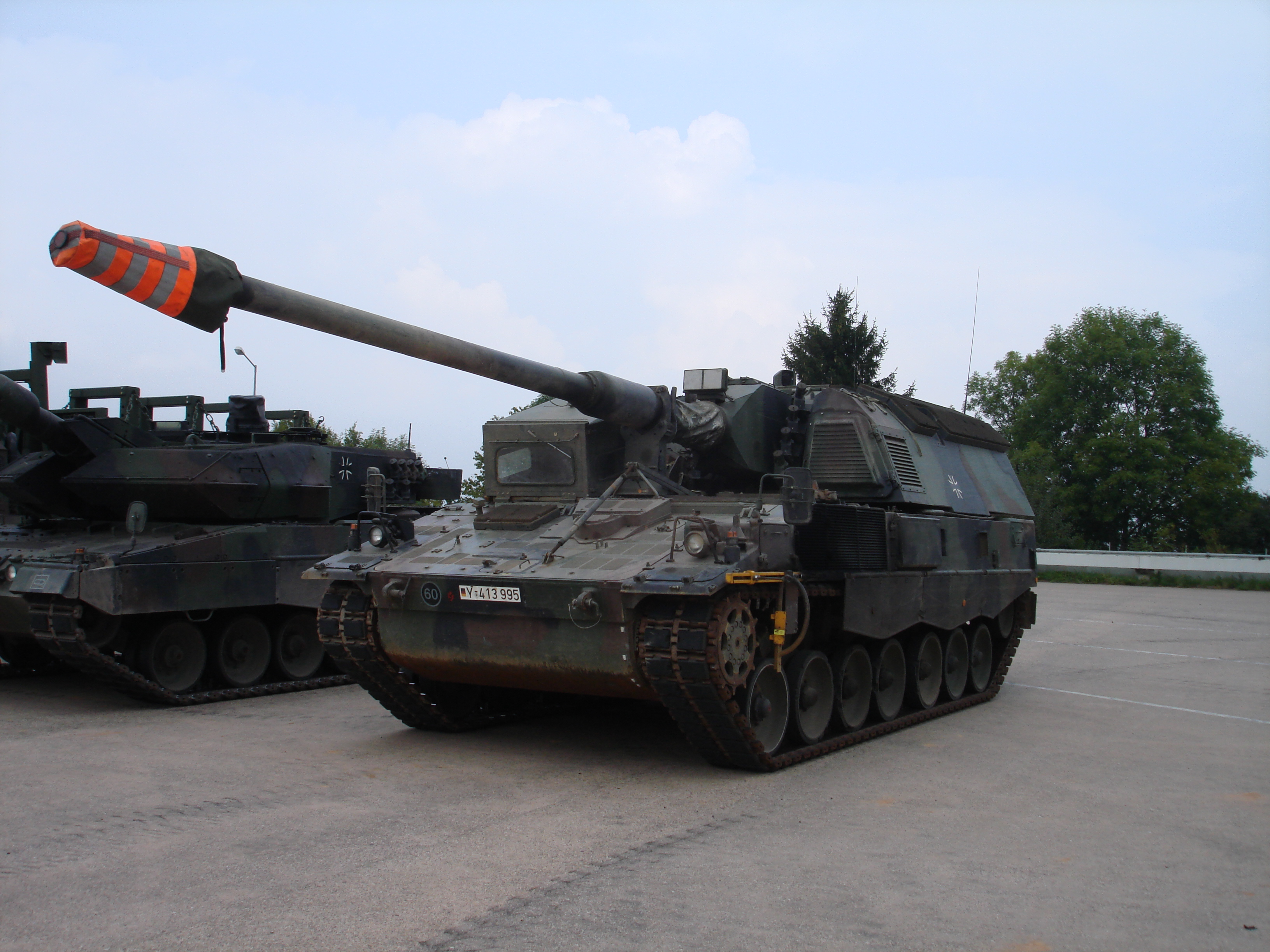
PzH 2000 bei Tests in der WTD 41; den Fahrer schützt eine aufgesetzte Kabine über seiner Luke

Die Panzerhaubitze 2000 (kurz PzH 2000) ist eine selbstfahrende, gepanzerte Kanonenhaubitze, die von den deutschen Unternehmen KNDS Deutschland und Rheinmetall produziert wird.
Sie ist das Standard-Geschütz der Artillerietruppe der Bundeswehr und ersetzte dort die Panzerhaubitze M109. Die Panzerartillerie der Bundeswehr erhielt in den Jahren 1998 bis 2003 insgesamt 185 Stück, von denen wiederum 37 Systeme ab 2014 an Kroatien und Litauen abgegeben wurden. Darüber hinaus wurden und werden PzH 2000 für andere Nutzerstaaten (vor allem europäische NATO-Mitgliedstaaten) geliefert. Seit Beginn des Russischen Kriegs gegen die Ukraine haben mehrere dieser Nutzer gebrauchte Panzerhaubitzen an die Ukrainischen Streitkräfte abgegeben. Weitere neu produzierte Systeme sollen folgen.
Gegenüber der seit 1962 produzierten Panzerhaubitze M109, die bis heute in zahlreichen Streitkräften weltweit im Einsatz ist, zeichnet sich die PzH 2000 durch deutlich höhere Leistungsparameter aus. Insbesondere wurden die effektive Schussweite, Zielgenauigkeit, Schussfolge, Panzerschutz, eigenständige Operationsfähigkeit sowie das Leistungsgewicht, die Reichweite, Geschwindigkeit und Fahrkomfort der Panzerhaubitze bedeutend verbessert. Sie kann sowohl im konventionellen Einsatz als auch in asymmetrischen Gefechtsszenarien zur indirekten Feuerunterstützung eingesetzt werden.

## Geschichte

### Der Name
Bei der Namensgebung wollte die Bundeswehr wie traditionell üblich einen Tiernamen wählen. Zur Debatte standen unter anderem der Name eines der Versuchsträger, Taurus, sowie Rhinozeros, Stier, Nashorn und kuriose Vorschläge wie Rüssel. Am Ende wurde die Werksbezeichnung Panzerhaubitze 2000 gewählt.

### Entwicklung
Mitte der 1960er Jahre zeigte sich, dass die vorhandenen Artilleriesysteme in der NATO in Bezug auf Mobilität, Schussweite, Feuergeschwindigkeit und Schutz nicht mehr den gestiegenen Anforderungen auf dem Gefechtsfeld entsprachen. Daraufhin bauten Deutschland, Italien und Großbritannien die gemeinsam entwickelte Feldhaubitze FH-155, mit der es gelang, die Anzahl der unterschiedlichen Typen von Geschützen zu reduzieren und dadurch die Kampfkraft der Artillerie zu stärken. Ein weiterer Vorteil dieser Maßnahme war die Reduzierung des logistischen Aufwands. 1973 unterzeichneten die drei Staaten eine Regierungserklärung mit dem Ziel, ein neues Waffensystem mit den ballistischen Eigenschaften der FH-155 und dem Mobilitäts- und Schutzniveau des Kampfpanzers Leopard 1 zu entwickeln. Technische Probleme verlangsamten 1986 das Programm PzH 155-1 beziehungsweise Panzerhaubitze 70 aber derart, dass das Programm eingestellt wurde. In Deutschland wurde daraufhin im November 1987 mit einer Neuentwicklung begonnen. Im Auftrag des Bundesministeriums der Verteidigung schrieb das Bundesamt für Wehrtechnik und Beschaffung einen Versuchsträger aus, um die bestehenden Systeme der Artillerie abzulösen. Neu an diesem Auswahlverfahren war die Zusammenarbeit der Rüstungsfirmen, der Wehrtechnischen Dienststellen (WTD) und der Truppe. Das bis dahin bestehende System der strikten Trennung wurde aufgegeben. Die neuen Richtlinien zur „Entwicklung und Beschaffung von Wehrmaterial“ (EBMAT) bestimmten den Verlauf der Entwicklung.
In Konkurrenz standen die Konsortien Süd: Krauss-Maffei/Porsche/KUKA und Nord: Wegmann/MaK, die jeweils einen Versuchsträger bauten. Beide Systeme legten ihren Schwerpunkt auf den Munitionsfluss innerhalb des Fahrzeugs; die Fahrwerke basierten auf bereits in der Nutzung befindlichen Fahrzeugen. Die Waffenanlage wurde von Rheinmetall gestellt. So baute die Gruppe Süd auf ein Sechs-Rollen-Laufwerk aus Komponenten des Leopard 2; die Gruppe Nord setzte auf sieben Laufrollen und nutzte die Technik des Leopard 1. Als Antrieb für beide Versuchsträger dienten Motoren von MTU Friedrichshafen und Schalt-Lenk-Getriebe von Renk. Während der Entwicklungsphase und der Vergleichsuntersuchungen konnten die Wehrtechnischen Dienststellen und die Truppe aktiv mitwirken und erprobten so Funktionsmodelle, unterstützten die Rüstungsunternehmen beim Ermitteln von Daten und konnten notwendige Anpassungen frühzeitig umsetzen. Im Wettbewerb konnte der Prototyp „Taurus“ der Südgruppe mit seinen überlegenen Fahrleistungen überzeugen. Letztlich waren es jedoch der Turm und der bessere Munitionsfluss, die dazu führten, dass der Arbeitsgruppe Nord der Auftrag für vier Prototypen erteilt wurde, da dieses Kriterium wichtiger erschien als die Fahrleistung. Als Generalunternehmer diente Wegmann & Co. Zwischen 1991 und 1993 wurden vier baugleiche Prototypen (PT01 bis PT04) gebaut. Die Fahrgestelle entstanden bei MaK und die Türme bei Wegmann, wo auch die Inbetriebnahme erfolgte. Ab September 1993 wurde der PT02 in der Wehrtechnischen Dienststelle 41 für Fahrversuche genutzt und auf Grabenüberschreitfähigkeit, Kletterfähigkeit, Schwingungsbelastung, Fahrdynamik und Laufleistung getestet. Die WTD 91 in Meppen unternahm mit dem PT01 Schießerprobungen; die für Informationstechnologie und Elektronik zuständige WTD 81 überprüfte die Navigationsanlage.
Von November 1994 bis März 1995 unterzogen die Artillerieschule und das bis 2002 bestehende Panzerartillerielehrbataillon 95 PT01 und PT02 einem Truppenversuch. Im Mittelpunkt der Erprobungen stand die Führbarkeit durch das Artillerieführungssystem ADLER sowie die Erfüllbarkeit der Forderungen von 3 Schuss in 10 Sekunden und 20 Schuss in 3 Minuten. Insgesamt wurden 2.018 Geschosse verschossen. Nach erfolgreichen Tests wurden die beiden Prototypen von April 1995 bis Oktober 1995 an der Technischen Schule des Heeres und Fachschule des Heeres für Technik für logistische Versuche genutzt, die unter anderem dazu dienten, technische Dienstvorschriften, Prüfwerkzeuge und Sonderwerkzeuge zu entwerfen sowie die technische Versorgungsreife mit Ersatzteilen herzustellen. Parallel zu den Versuchen dienten PT03 und PT04 von 1994 bis 1995 zur Klimaerprobung auf dem kanadischen Truppenübungsplatz Shilo und auf dem Militärgelände Yuma Proving Ground in Arizona (USA). Die Einführungsgenehmigung für die Bundeswehr wurde 1996 erteilt und die ersten von geplanten 185 seriengefertigten Panzerhaubitzen 2000 wurden 1998 an das Panzerartillerielehrbataillon 345 in Kusel ausgeliefert. Als Generalunternehmen fungierte Krauss-Maffei, heute KNDS Deutschland. Das damalige Auftragsvolumen betrug 1,7 Milliarden DM. Die MaK-Systemgesellschaft ist seit 1990 ein Tochterunternehmen von Rheinmetall und wurde die Rheinmetall Landsysteme.

### Weiterentwicklung
Der Geschützturm der Panzerhaubitze 2000 wurde im Rahmen des MONARC-Konzepts zur Erprobung als mögliches neues Marine-Schiffsgeschütz auf zwei Schiffen der Sachsen-Klasse (F124) getestet. Auf die Einführung wurde aus technischen und politischen Gründen verzichtet; stattdessen wird das Marinegeschütz 127/64 Lightweight von Oto Melara eingesetzt.
Krauss-Maffei Wegmann (heute KNDS Deutschland) arbeitete seit 2005 an einem luftverladbaren Artillerie-Geschütz-Modul (AGM). Ziel dieser Entwicklung war es, einen modifizierten Turm der PzH 2000 auf dem Kettenfahrgestell eines leicht gepanzerten Fahrzeugs zu installieren, um es mit dem Airbus A400M transportieren zu können. Die Weiterentwicklung dieses Geschützes, das den Namen Donar trägt, wurde im Jahr 2008 vorgestellt und verwendet statt des MLRS-Chassis ein ASCOD-2-Fahrgestell. Die Besonderheit des im Donar verwendetem AGM ist, dass Granaten und Treibladung automatisch zugeführt werden. Das AGM ist (anders als der Turm der Panzerhaubitze 2000) unbemannt und wird ferngesteuert betrieben. Als Weiterentwicklung der Panzerhaubitze 2000 verwendet das Artilleriegeschütz RCH 155 das AGM des Donar-Geschützes auf dem Fahrgestell des GTK Boxer.
Am 18. April 2006 feuerte die Panzerhaubitze 2000 auf dem Testgelände Alkantpan (Südafrika) im Rahmen einer Schießkampagne des Bundesamtes für Wehrtechnik und Beschaffung (BWB) ein Artilleriegeschoss über eine Entfernung von 56 km. Die von Denel hergestellte reichweitengesteigerte V-LAP-Munition ist eine Kombination von Base Bleed und Raketenantrieb und zündet nach dem Abschuss einen kleinen Raketenmotor, um damit bremsende Luftwirbel zu glätten und das Geschoss weiter zu beschleunigen. Die V-LAP-Munition kann ohne Anpassungen der Waffenanlage genutzt werden. Ebenso wurde mit einer Kanone mit vergrößerter Brennkammer experimentiert, die mehr Treibladung und damit größere Reichweite erlaubt.
Leonardo (vorher Oto Melara) entwickelt seit 2009 Varianten der Vulcano-Munition im Kaliber 155 mm für die PzH 2000 der italienischen Armee; mit ihr könnten Reichweiten von über 100 km (bis zu 80 km mit 155 mm) erreicht werden. Leonardo und Diehl Defence begannen nach der Zulassung im Jahr 2020, die Projektile in größeren Stückzahlen zu fertigen.
Im Dezember 2020 wurde bekannt, dass die Bundeswehr und die niederländischen Streitkräfte ein Abkommen zur gemeinsamen Modernisierung der Panzerhaubitze 2000 unterzeichnet haben. Hierdurch soll die Einsatzfähigkeit auch nach 2040 sichergestellt werden.

## Besatzung

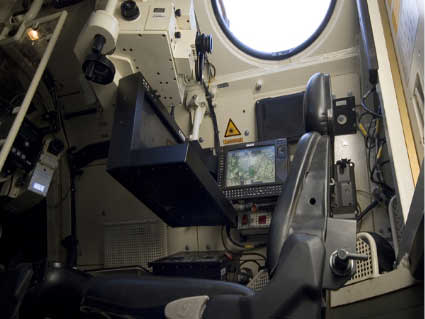
Arbeitsplatz des Geschützführers

Die Besatzung der PzH 2000 besteht aus fünf Soldaten, ist aber auch mit nur drei Soldaten voll kampffähig. Der Kraftfahrer, der Geschützführer und der Munitionskanonier 2 müssen auf jeden Fall vorhanden sein; der Richtkanonier und der Munitionskanonier 1 sind nur bei Ausfall automatischer Systeme nötig. Der Geschützführer ist der Kommandant des Geschützes. Er überwacht die Kommunikation, die Tätigkeiten des Munitionskanoniers 2 und feuert das Geschütz ab. Sein Platz befindet sich hinten rechts im Turm. Der Richtkanonier überwacht im Normalbetrieb die Waffenanlage und ist stellvertretender Geschützführer. Er kann bei Bedarf, besonders im direkten Richten bei Selbstverteidigung, die Waffenanlage manuell richten und ist zusammen mit dem Munitionskanonier 2 für das Beladen zuständig. Der Munitionskanonier 1 überwacht und bedient das pneumatische System und sichert während des Marsches aus seiner Luke mit dem Fliegerabwehr-MG. Der Munitionskanonier 2 überwacht und bedient die Ladeautomatik und übernimmt deren Tätigkeit bei Ausfall. Der Fahrer fährt das Geschütz und überwacht das Triebwerk. Weitere Aufgaben sind Wartungsarbeiten (Technischer Dienst) an der Wanne und Betrieb des Stromerzeugungsaggregates. Die Besatzung kann das Fahrzeug über eine zweiteilige Hecktür im Wannenheck betreten und verlassen; der Fahrer hat eine eigene Luke.

## Technik

### Schutzeinrichtung

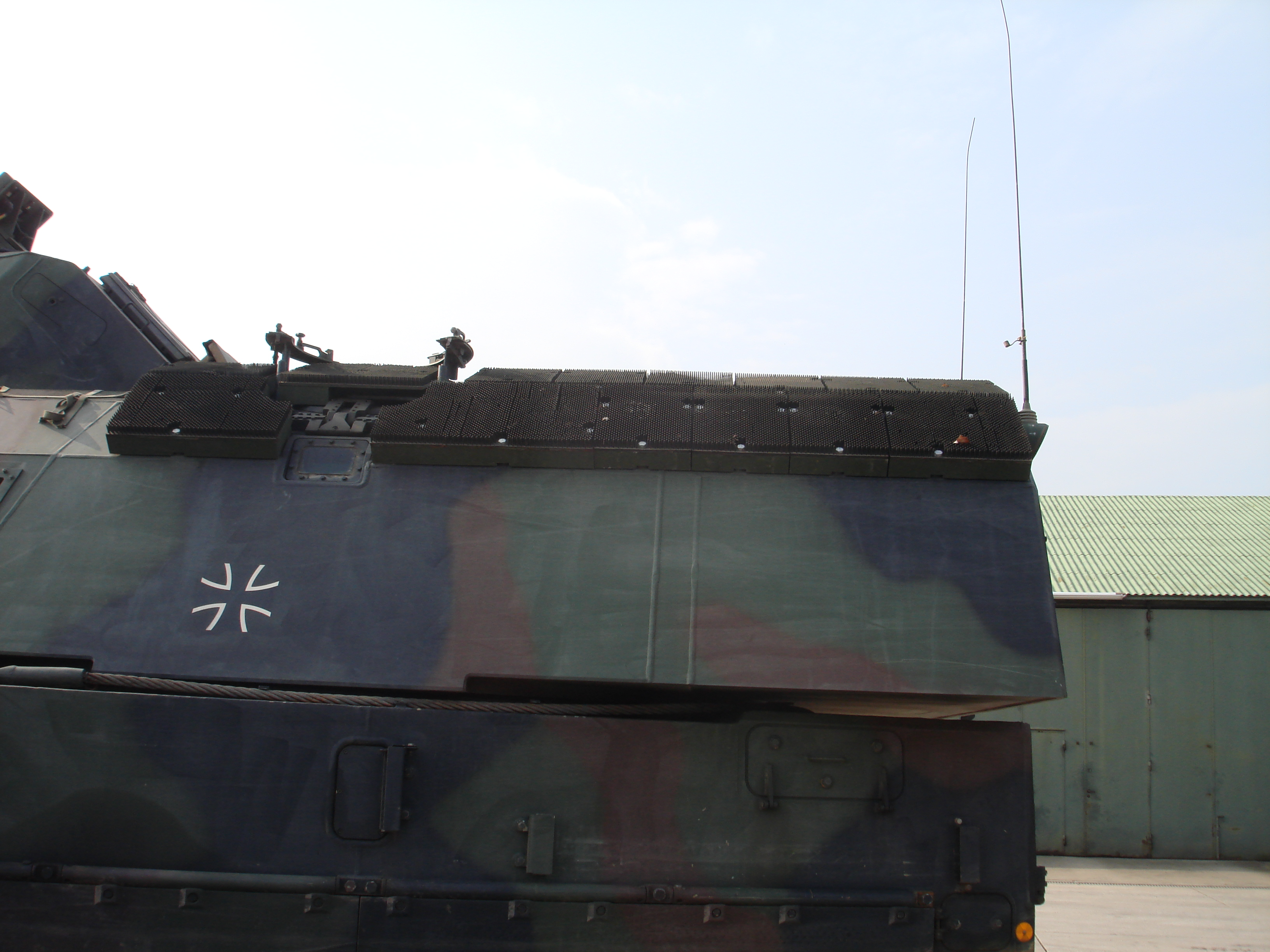
Die „Igelpanzerung“ im Detail

Turm und Wanne des Fahrzeugs sind aus geschweißtem Panzerstahl gefertigt. Dieser schützt sowohl die Besatzung als auch die in der Wanne gelagerte Munition. Die Innenseite des Fahrzeugs wurde mit einem Spall Liner (dt. Splitterfang) ausgekleidet, um Splitter der Panzerung aufzufangen, die sich bei Beschuss im Inneren des Fahrzeugs ablösen können. Die Panzerung selbst schützt gegen Beschuss aus Waffen bis zum Kaliber 14,5 mm und Splitter von 152-mm-Artilleriegeschossen. Die Oberseite der Wanne und des Turms kann mit einem zusätzlichen Schutz vor Bomblets ausgestattet werden, der „Igelpanzerung“ genannt wird. Der Bombletschutz besteht aus einem Gummimaterial. Die Störkörper haben eine Länge von 60 mm und sollen gegen Hohlladungen schützen. Die Bezeichnung „Igelpanzerung“ resultiert aus der Stachelform der Störkörper. Die 48 Schächte des Treibladungsmagazins sind durch drei Schiebetüren vom Kampfraum getrennt, um bei einer Explosion der Ladungen die Besatzung nicht zu gefährden. Zudem sind zwei Austrittsöffnungen im Turmdach vorhanden, die bei einer Explosion den Druck nach außen ableiten sollen. Eine ABC-Schutzanlage im rechten hinteren Teil der Fahrzeugwanne ergänzt die Schutzausstattung.

### Bewaffnung und Munition

#### Waffenanlage und Feuerkampf

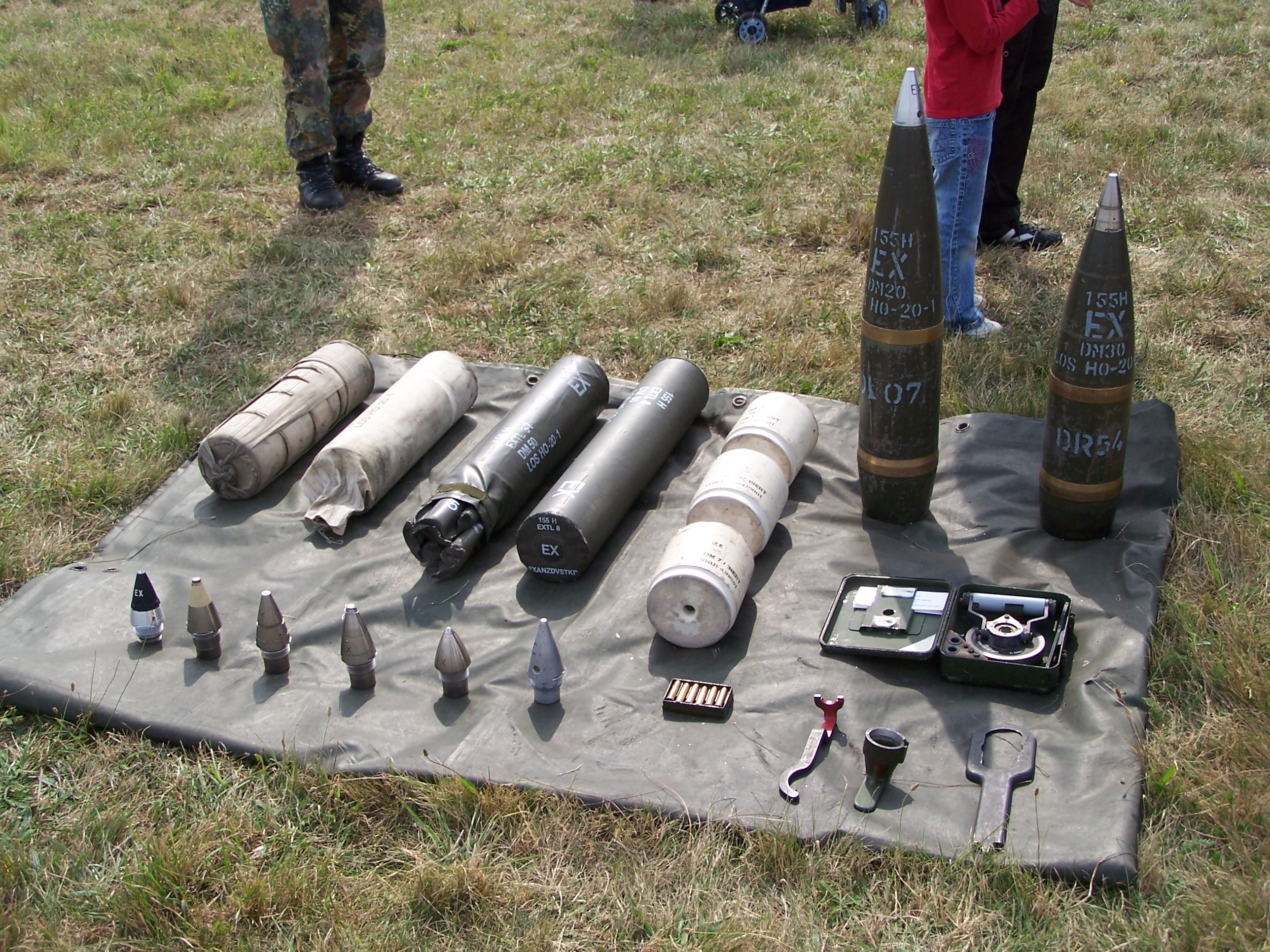
Exerzierpatrone und Treibladungen: Links vorne verschiedene Zünder, dahinter die Treibladungen. Rechts davon die Geschosse. Davor Zünderstellschlüssel (im Kasten) sowie Werkzeug.

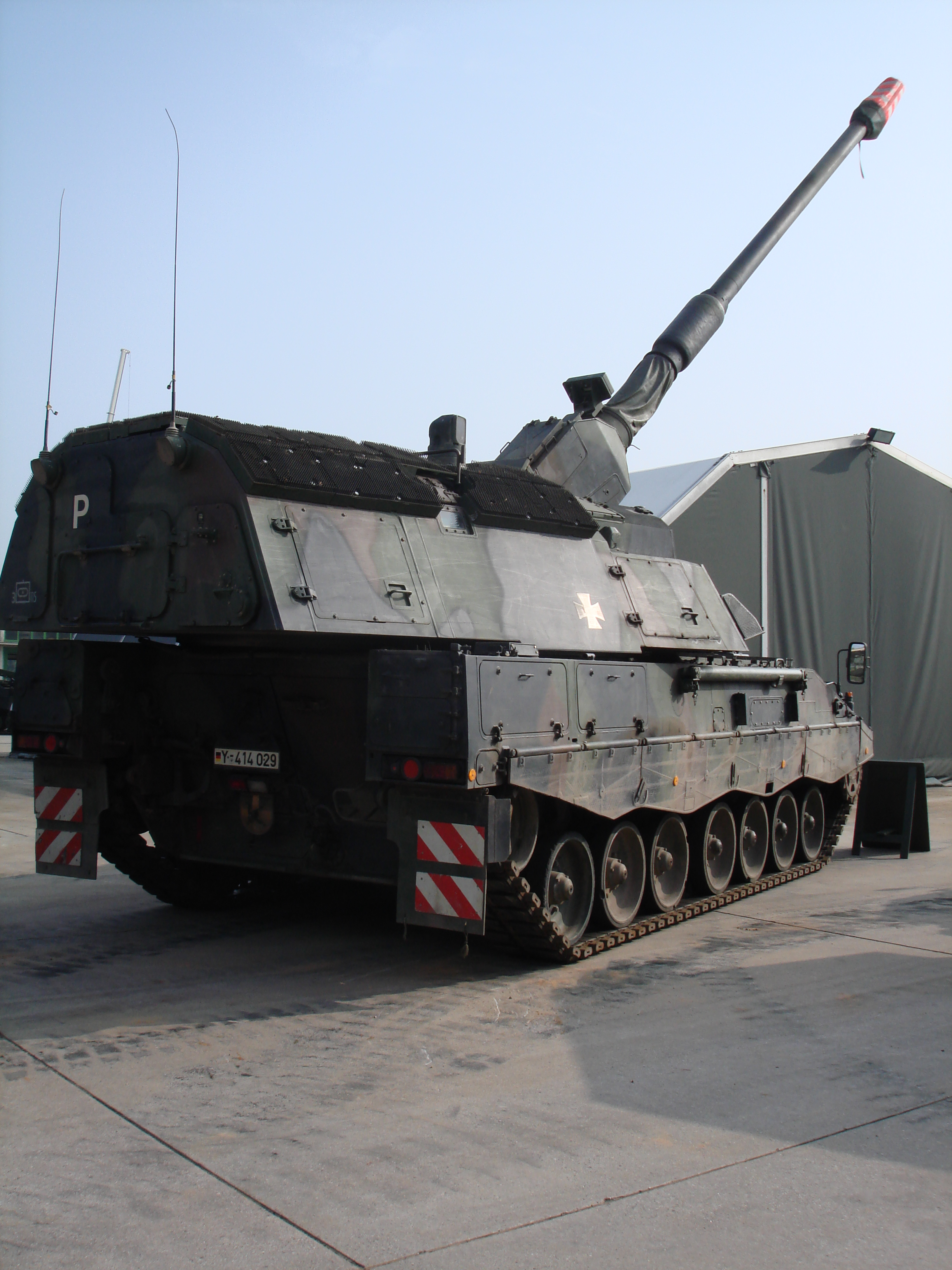
Die Klappen links und in der Mitte (Aufschrift P) der Rückseite des Turmes decken das Treibladungsmagazin ab. Hinter der rechten Wartungsklappe befindet sich die Zentralelektronik sowie der Systemrechner MICMOS. Auf dem Turmdach ausgefahren das Rundblickperiskop PERI-RTNL 80 des Kommandanten.

Das Rohr ist ein innenverchromtes und lasergehärtetes 155-mm-Vielzugrohr L/52 (60 Züge, Rechtsdrall) mit 52 Kaliberlängen und vertikalem Keilverschluss. Gefertigt nach dem Joint Ballistics Memorandum of Understanding („NATO-Ballistikabkommen)“ können alle Arten von 155-mm-NATO-Munition verschossen werden.
Erstmals wurde eine 12-Kammer-Schlitzmündungsbremse genutzt, wie sie ansonsten nur bei den Fahrzeugen der Streitkräfte des Warschauer Paktes eingesetzt wurde. Der Rauchabsauger am Rohr hält den Kampfraum frei von Pulvergasen.
Eine Ladeautomatik führt die Geschosse zu und setzt sie im Rohr an, die modularen Treibladungen legt ein Bediener ein. Die Treibladungsanzünder (32 im Magazin) werden automatisch in den Verschlussblock zugeführt. Damit ist die Waffe feuerbereit. Die Feuerrate beträgt 3 Schuss in 10 Sekunden, 10 Schuss in 1 Minute, 20 Schuss in 2 Minuten oder 8 Schuss pro Minute für 3 Minuten. Bei einem längeren Feuerauftrag wird die Feuerrate durch die thermische Belastung des Rohres auf knapp 3 Schuss je Minute begrenzt. Der gesamte Geschossvorrat von 60 bezünderten Geschossen soll ohne Unterbrechung verschossen werden können, da die kritische Temperatur von 160 °C, bei der sich die Treibladungen selbst entzünden könnten, nicht erreicht wird. Nach Aussage der Bundeswehr gilt eine Schussrate von 100 Schuss pro Tag allerdings als hochintensiver Einsatz, der zu deutlichen Verschleißerscheinungen führt.
Die effektive Schussweite ist abhängig vom Geschoss und beträgt 30 km mit dem Standard-Sprenggeschoss DM121, 40 km mit ERFB-BB-Geschossen und bis zu 56 km mit V-LAP-Munition durch den zusätzlichem Raketenantrieb. Mit dem Vulcano 155 Guided Long Range (GLR) – ein gelenktes Geschoss mit INS/GPS-Steuerung – wird eine Reichweite von bis zu 70 km erzielt. Die ursprüngliche Version des Standardgeschosses M107 wurde lange vor der Entwicklung von Haubitzen mit Kaliberlänge 52 definiert und soll nicht mit maximaler Treibladung abgeschossen werden. Die Reichweite ist damit auf ca. 24,7 km beschränkt, somit hebt diese veraltete Munition den möglichen Reichweitenvorteil teilweise auf.
Das Richten und Schwenken geschieht elektrisch oder mechanisch von Hand. Der Höhenrichtbereich der Waffe beträgt −2,5° bis +65°. Beim Marsch wird das Rohr in einer automatischen Zurrgabel fixiert.
Die Haubitze ist wie andere moderne Geschütze in der Lage, im sogenannten MRSI-Verfahren (Multiple Rounds Simultaneous Impact, deutsch etwa ‚gleichzeitiger Einschlag mehrerer Geschosse‘) zu schießen. Dies bedeutet, dass das Geschütz bis zu sechs Geschosse abfeuert, die gleichzeitig im Ziel einschlagen. Erreicht wird dieser Effekt durch unterschiedliche Erhöhungen des Rohres, die unterschiedliche Flugzeiten bewirken. Das Schießen beginnt in diesem Fall mit großer Rohrerhöhung und wird schrittweise auf eine niedrigere abgesenkt. Die Pausen zwischen den einzelnen Schüssen werden benötigt, um die zur jeweiligen Erhöhung passende Treibladung einzulegen. Bei der Anwendung des MRSI-Verfahrens liegt die effektive Kampfentfernung unter der maximalen Schussweite, da diese nur mit der größten Treibladung und der entsprechenden Erhöhung erreicht werden kann. Im Mai 1999 feuerte eine PzH 2000 fünf Geschosse über eine Entfernung von 17 km. Alle Geschosse schlugen in einem Zeitraum von 1,2 Sekunden auf. Die Computerausstattung vereinfacht das Schießen im Time-On-Target-Verfahren, bei dem die Geschosse von mehreren Geschützen der Feuerstellung gleichzeitig das Zielgebiet treffen.
Gegen Bedrohungen im Nahbereich, die nicht mit der Sekundärbewaffnung bekämpft werden können, wird die Hauptwaffe im direkten Richten eingesetzt. Die größte Ladung erreicht eine Mündungsgeschwindigkeit von etwa 1.000 m/s. In Duellsituationen ist die Panzerhaubitze Kampfpanzern jedoch klar unterlegen, da sie nicht in der Lage ist, aus der Bewegung den Feuerkampf zu führen.
Als Sekundärbewaffnung ist ein Maschinengewehr am Platz des Munitionskanoniers 1 montiert, das je nach Nutzerstaat variiert. Für den Selbstschutz ist eine Nebelmittelwurfanlage mit 2 × 4 Wurfbechern an der Turmfront neben der Waffenwiege montiert. Die Besatzung der Bundeswehr verfügt über Handwaffen vom Typ G36, MP2 und MG3 zur Selbstverteidigung. Das niederländische Heer nutzt das Maschinengewehr FN MAG und das Sturmgewehr Diemaco C7/C8.
Für die Darstellung des Feuerkampfes bei Manövern ohne scharfen Schuss kann das KADAG-System (Kanonen-Abschuss-Darstellungs-Gerät) auf der Waffe installiert werden. Ausgerüstet mit Darstellungskörpern simuliert es den beim Abschuss der Hauptwaffe entstehenden Knall, Rauch und Blitz.

#### Munition und Munitionszufuhr
Die Kampfbeladung der PzH 2000 umfasst 60 Artilleriegeschosse im Kaliber 155 mm in unterschiedlicher, nach Auftrag variierender Sortierung. Verfügbar sind Spreng-, Splitter-, Multispektral-Nebel- und Leuchtgranaten, Streumunition und SMArt-Geschosse. Alle Munitionsarten gibt es auch als Extended-Range-Full-Bore-Geschoss und als Base-Bleed-Geschosse. Ebenso können je nach Anforderungen verschiedene standardisierte Zünder eingesetzt werden.
Die Geschosse werden in einem sternförmigen Munitionsmagazin im vorderen Teil der Wanne senkrecht aufbewahrt und computergesteuert so sortiert, dass immer ein Geschoss jeder Sorte erreichbar ist. Das Befüllen des Munitionsmagazins durch zwei Soldaten dauert zwölf Minuten. Dabei muss die Munitionssorte per Hand eingegeben werden.
Der Lademechanismus besteht aus der unabhängig drehbaren Transportschiene unter der Turmbühne, dem Geschosstransporter im Magazin und dem Geschossübergabearm. Beim Ladevorgang aus dem Magazin greift der Geschosstransporter mit seinem Greifer das Geschoss, dreht es und übergibt es an die Transportschiene. In dieser werden, wenn benötigt, durch die Tempiereinrichtung Zeiteinstellungen und Ausstoßhöhe am Geschoss vorgenommen. Über den Geschossübergabearm gelangt das Geschoss in Ladeposition, wo es ein Pneumatikzylinder beschleunigt und in den Übergangskegel einpresst (ansetzt). Der Druck, mit dem das Geschoss angesetzt wird, ist abhängig von der Rohrerhöhung, so dass bei jeder Rohrerhöhung eine gleiche Ansetztiefe des Geschosses erreicht wird. Das Einlegen der Treibladung geschieht von Hand. Eine Ringliderung dichtet die Kammer ab und verhindert das Austreten von Verbrennungsgasen in den Kampfraum. Während der Ladetätigkeit nimmt der Geschossübergabearm einen Großteil des Turmraumes ein.
Bei Ausfall der elektrischen Anlage muss der Geschosstransporter per Hand bewegt werden. Die Transportschiene kann nicht genutzt werden und muss durch eine Rollenbahn und Wippe ersetzt werden. Der Geschossübergabearm kann ebenfalls per Hand angesetzt werden.
Die Treibladungen werden in einem Magazin im Turmheck aufbewahrt. Die Kapazität beträgt 48 beutel- oder stangenförmige Treibladungen oder 288 Treibladungsmodule, die zu der benötigten Ladung zusammengesteckt werden können, sowie zwei weitere Treibladungsanzündermagazine. Wird aus festen Feuerstellungen geschossen, kann direkt über die Transportschiene von außen geladen werden. Der vorgenannte Geschosstransporter wird dabei nicht genutzt.
Um Ladetätigkeiten im Turmtrainer zu üben (Exerzieren), steht Exerziermunition zur Verfügung. Ebenfalls verfügbar sind Übungsgeschosse mit einem geringeren Gefahrenbereich. Die lichtblau markierten Granaten sind mit einer zylindrischen Deutladung versehen und entsprechen in der Blitz- und Rauchentwicklung der scharfen Sprengmunition, entwickeln aber keine Splitter. Beim Aufschlag erzeugen sie einen geringeren Detonationsknall als Gefechtsmunition und hinterlassen keinen Einschlagskrater. Außerdem gibt es für Zielübungen inerte Geschosse, die mit Sand oder Gips gefüllt sind und beim Auftreffen nicht explodieren.

### Waffenpositionierungsanlage

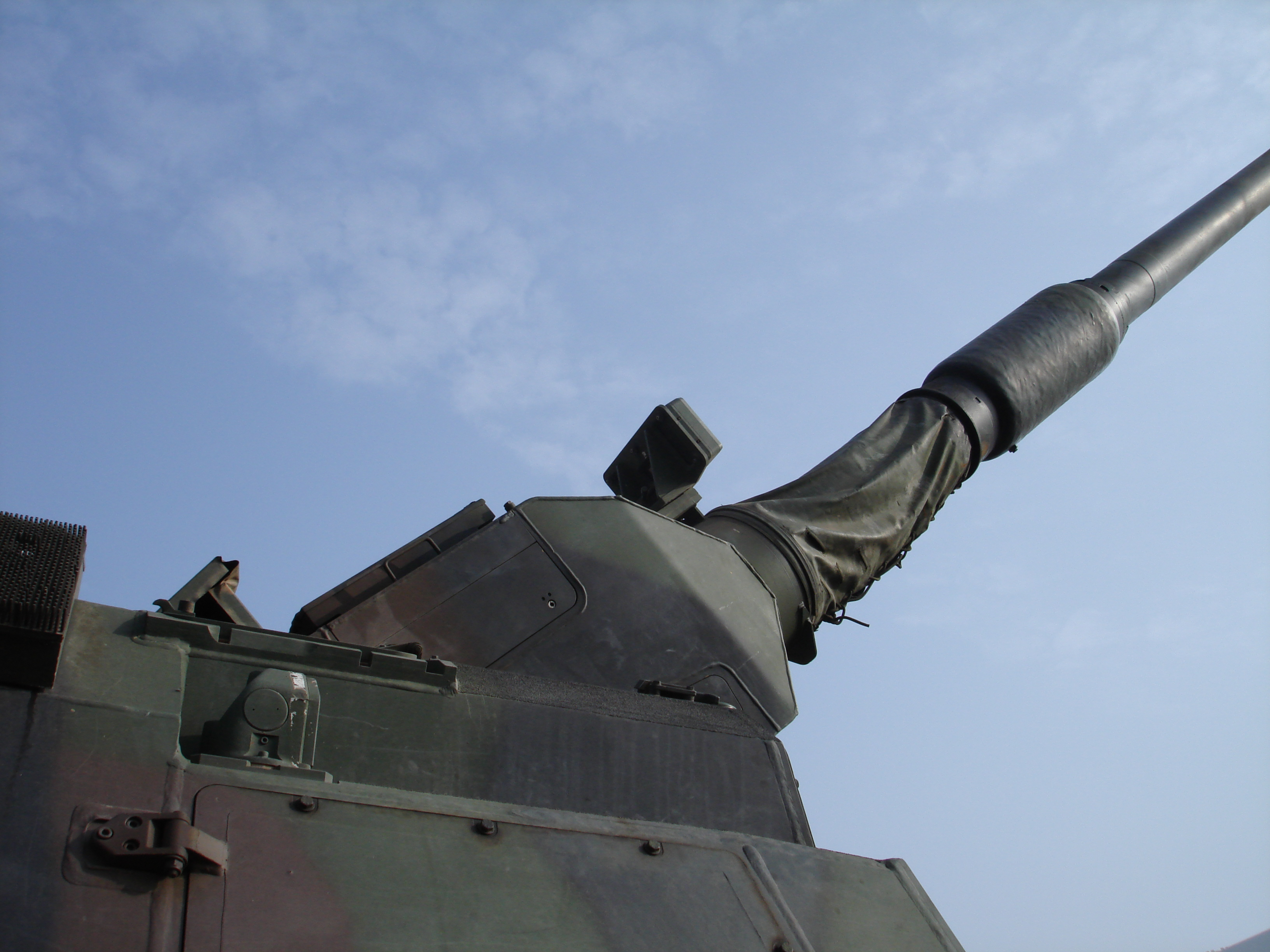
Das V_{0}-Messgerät oberhalb der Rohrwiege, am linken Bildrand das Panzerzielfernrohr TN 80, ums Rohr der Rauchabsauger. Die Stoffbespannung darunter stellt die Abdichtung auch beim Rücklauf des Rohres her.

Das Waffensystem der PzH 2000 verfügt über eine hohe Genauigkeit. Die Abweichung beträgt lediglich eine Bogenminute. Diese Genauigkeit wird durch die Kombination verschiedener Systeme erreicht. Durch die Daten eines Wettertrupps, der Temperatur, Luftfeuchtigkeit, Luftdruck und Windgeschwindigkeit misst, und der Pulver- und Rohrtemperatur kann eine sehr präzise Feuerleitlösung berechnet werden. Um die Lage im Raum festzustellen, verfügt das Fahrzeug über folgende Systeme:
- GPS: Mit Hilfe eines militärischen GPS-Empfängers vom Typ AN/PSN-11 PLGR (Precision Lightweight GPS Receiver), der im Fahrzeug eingebaut und an eine Außenantenne angeschlossen ist, kann die genaue Position des Fahrzeugs inklusive der Höhe ermittelt werden.
- Kurs-Lage-Gerät: Bei dem Kurs-Lage-Gerät handelt es sich um ein Trägheitsnavigationsgerät, das aus drei Laserkreiseln besteht. Während des Marsches dient es als Unterstützung zum GPS. In der Feuerstellung stellt es die absolute Lage des Rohres im Raum fest, wodurch auch bei starker Verkantung des Fahrzeugs geschossen werden kann.
- Weggeber: Der Weggeber misst anhand der Kettenbewegung, welche Entfernung das Fahrzeug zurückgelegt hat.
- V0-Messgerät: Das V0-Messgerät besteht aus einem Dopplerradar, das die Geschwindigkeit der Geschosse nach dem Verlassen des Rohres misst. Die so gewonnenen Daten aller Schüsse werden bei den Berechnungen für den nächsten Schuss mit einbezogen.

Aus all diesen Daten errechnen das Artillerieführungssystem ADLER oder der Feuerleitcomputer MICMOS 32/MICMOS 2000 (Panzerhaubitze 2000/Panzerhaubitze 2000 A1) der Panzerhaubitze selbst eine Feuerleitlösung.

### Optische Zieleinrichtungen
Beim Ausfall der Waffenrichtanlage kann der Richtkanonier auf das Rundblickperiskop PERI-R19 mod zum indirekten Richten zurückgreifen. Damit erfolgt die Festlegung auf die Grundrichtung und das Einrichten beziehungsweise Einstellen auf das Ziel in Strich. Die auf der Turmoberseite neben der Waffenwiege angebrachte Optik verfügt über eine vierfache Vergrößerung. Bei der Zielbekämpfung im direkten Richten wird das etwas weiter nach unten versetzte Panzerzielfernrohr TN 80 mit achtfacher Vergrößerung genutzt. Die Sichtlinie des fest eingebauten Zielfernrohrs entspricht dem der Hauptwaffe; das Zielfernrohr verfügt über einen Restlichtverstärker für den Nachteinsatz.
Für den Kommandanten steht das Rundblickperiskop PERI-RTNL 80 zur Verfügung. Die nichtstabilisierte Optik dient zur Gefechtsfeldbeobachtung und beim direkten Richten durch den integrierten Gallium-Arsenid-Laser zur Entfernungsmessung. Das von Carl Zeiss Optronics – aufgrund des knappen Etats des Auftraggebers – als kostengünstige Variante entwickelte PERI verfügt über zwei- und achtfache Vergrößerung für Tag- und Nachtsicht mit monokularem Einblick oder über 1,2- und 4,8-fache Vergrößerung in der Nachtsicht bei Verwendung des binokularen Aufsatzes. Die nutzbare Reichweite des Lasers beträgt 2800 m.

### Antrieb und Laufwerk

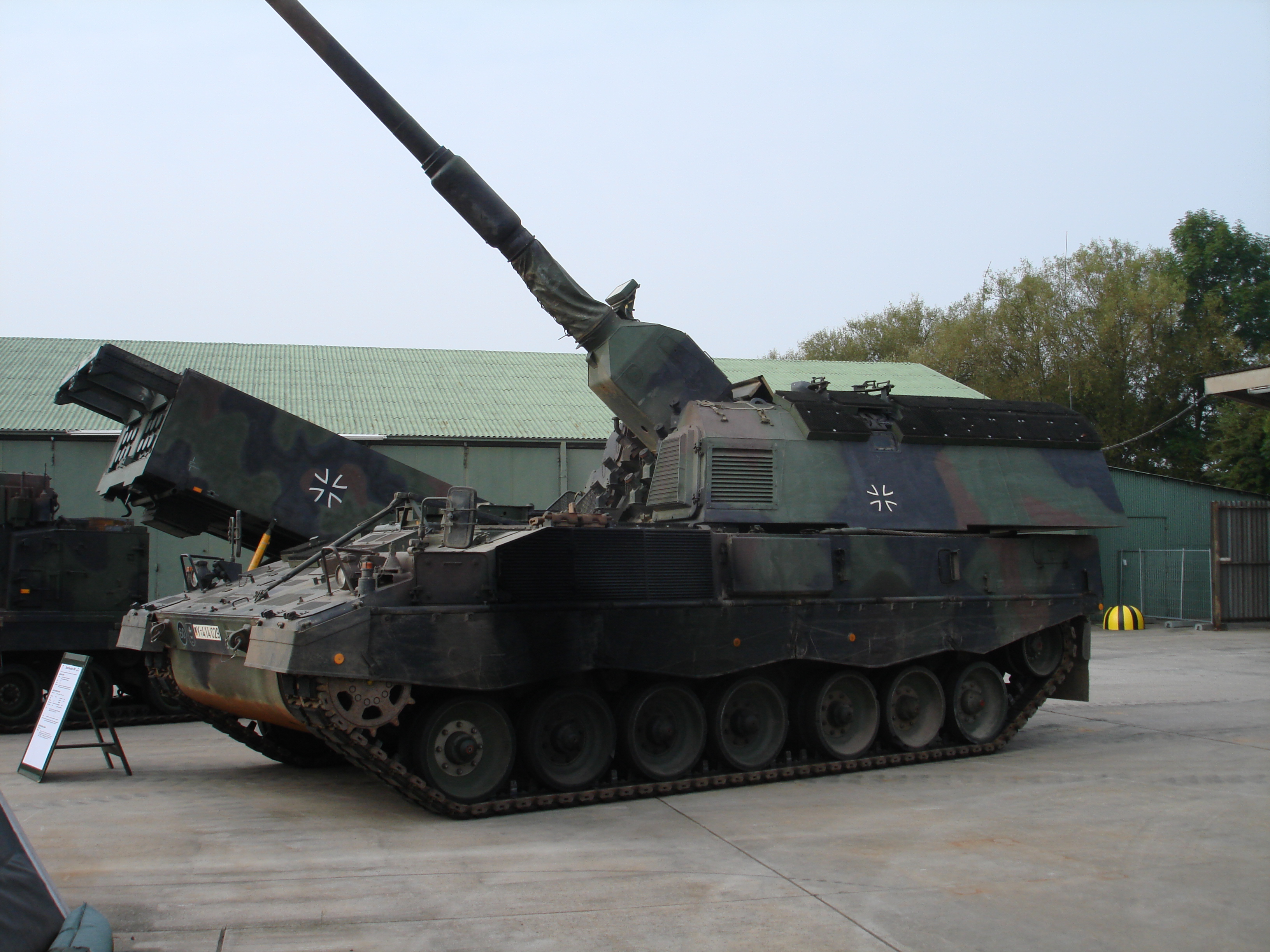
PzH 2000: Hinter dem Schutzgitter an der linken Turmfront befindet sich der Kompressor für das pneumatische System. Im Hintergrund ein MARS-Raketenwerfer.

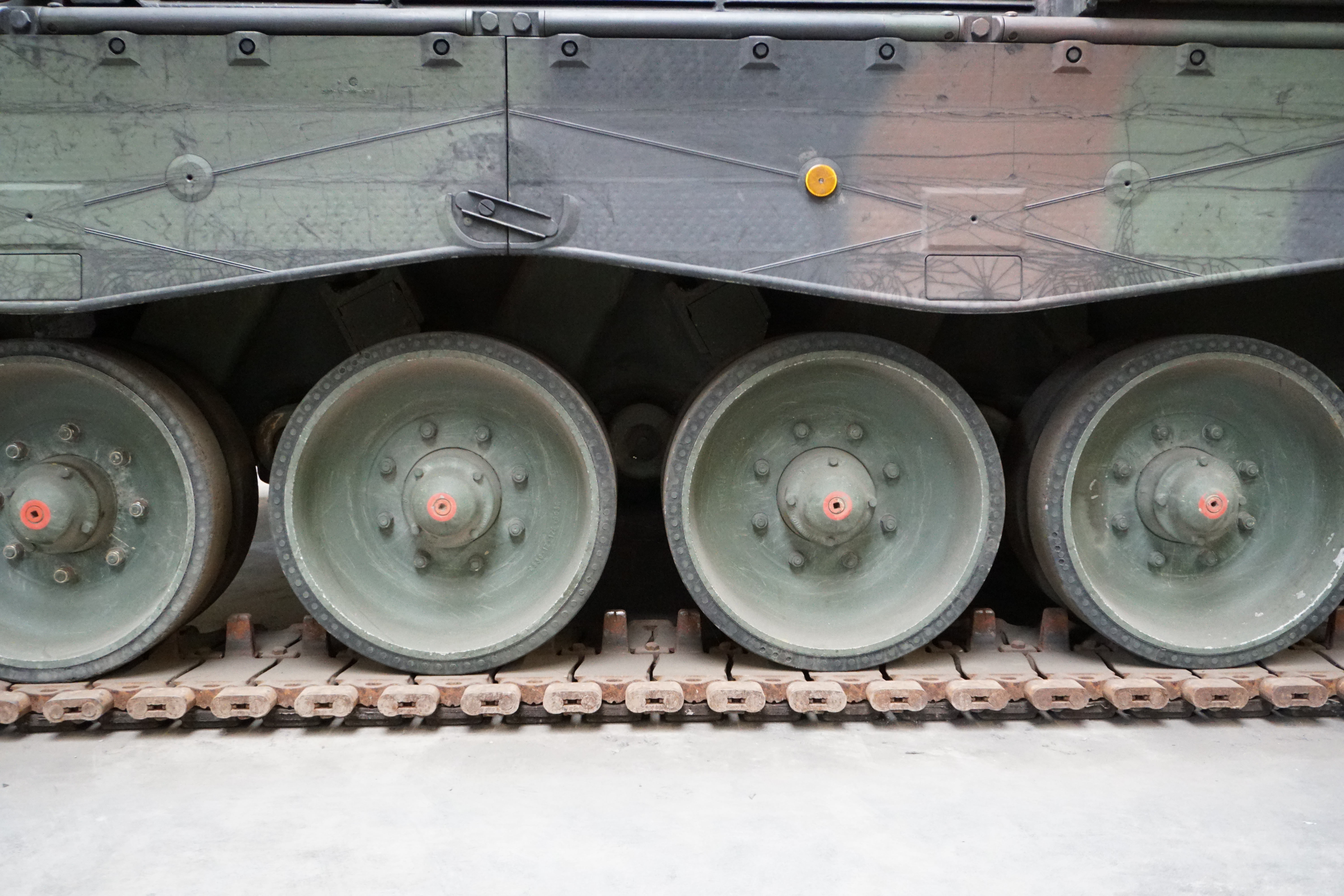
Laufwerk der Panzerhaubitze 2000 (linksseitig)

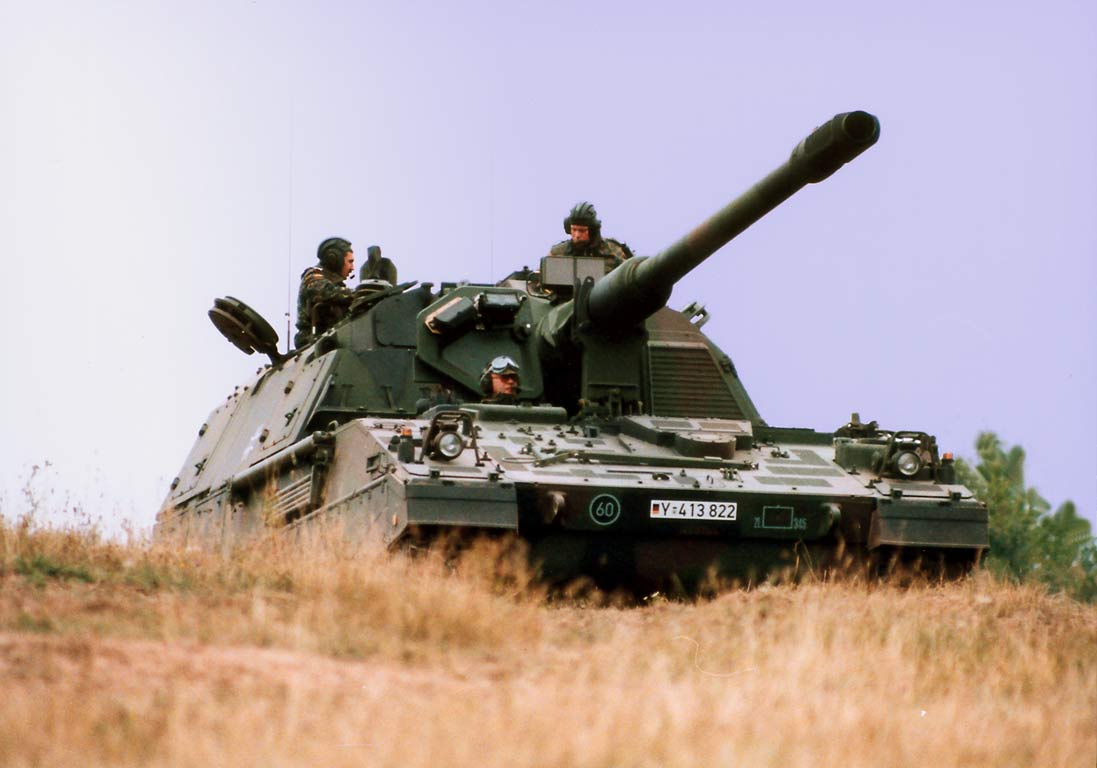
PzH 2000 der Bundeswehr

Das Fahrzeug wird von einem MTU-881-Dieselmotor mit Abgasturbolader und Ladeluftkühler angetrieben. Der Motor wurde vom Triebwerk des Leopard 1 abgeleitet und entwickelt eine Leistung von 735 kW (1000 PS). Im Gegensatz zu seinem Gegenstück aus dem Leopard ist der Motor nicht vielstofffähig. Er befindet sich auf der linken Seite der Wanne und saugt die benötigte Luft über Einlassöffnungen auf der Oberseite der Wanne an. Die Abgase werden seitlich an der linken Seite der Wanne ausgestoßen. Der Hubraum beträgt 18,3 Liter, das maximale Drehmoment 3000 Nm bei einer Drehzahl von 2000 min−1. Die maximale Leistung von 735 kW wird bei 2700 min−1 erreicht. Der Motor verleiht der Panzerhaubitze etwa die Beweglichkeit eines Kampfpanzers. Auf der Straße werden Geschwindigkeiten von bis zu 60 km/h erreicht, im Gelände von bis zu 45 km/h. Die Kraftstoffversorgung erfolgt aus zwei unterschiedlich großen Tanks in den Wannenseiten, ihre Gesamtkapazität beträgt 1000 Liter. Die Kraftübertragung erfolgt über ein automatisches HSWL-284-C-Getriebe von Renk, das über vier Vorwärts- und zwei Rückwärtsgänge verfügt. Motor und Getriebe sind in einem Block zusammengefasst, was den Austausch wesentlich erleichtert. Im linken Heck ist ein Stromerzeugungsaggregat mit einer Leistung von 1,9 kW eingebaut, um die Stromversorgung in der gedeckten Aufstellung aufrechtzuerhalten.
Bei den Antriebskomponenten und Laufwerksteilen wurde teilweise auf die bewährte Technik der Leopard-1- und Leopard-2-Panzerfamilie zurückgegriffen. Die gummigepolsterten Laufrollen der Serie stammen vom Leopard 2. Das aus sieben Laufrollen auf jeder Seite bestehende Fahrwerk federn Torsionsstäbe, die über Schwingarme mit den Laufrollen verbunden sind. Als Gleiskette dient die Verbinderkette Diehl DST 840 E0.
Gewässer bis zu einer Tiefe von 1,1 m können ohne Vorbereitung durchwatet werden, mit eingeschalteter Tauchhydraulik lassen sich auch bis zu 1,5 m tiefe Gewässer durchqueren.

### Technische Daten
| Bezeichnung                   | Panzerhaubitze 2000                                                                                       |
| ----------------------------- | --- |
| Typ                           | Panzerhaubitze                                                                                            |
| Besatzung                     | 3–5 |
| Motor                         | MTU 881 Ka-500, wassergekühlter 8-Zylinder-Dieselmotor                                                    |
| Leistung                      | 735 kW (1000 PS)                                                                                          |
| Getriebe                      | Hydromechanisches Schalt-, Wende- und Lenk-Getriebe Renk HSWL 284-C mit 4 Vorwärts- und 2 Rückwärtsgängen |
| Fahrwerk                      | drehstabgefedertes Stützrollenlaufwerk                                                                    |
| Länge über alles              | 11.669 mm                                                                                                 |
| Breite über alles             | 3500 mm                                                                                                   |
| Höhe über alles               | 3460 mm                                                                                                   |
| Bodenfreiheit                 | 440 mm |
| Watfähigkeit                  | 1100 mm ohne Vorbereitung 1500 mm mit Tauchhydraulik                                                      |
| Grabenüberschreitfähigkeit    | 3000 mm                                                                                                   |
| Kletterfähigkeit              | 1000 mm                                                                                                   |
| Steigfähigkeit                | 60 % |
| Querneigung                   | 30 % |
| Gefechtsgewicht               | 55.800 kg 57.660 kg (mit Dachschutz)                                                                      |
| Höchstgeschwindigkeit Straße  | 60 km/h                                                                                                   |
| Höchstgeschwindigkeit Gelände | 45 km/h                                                                                                   |
| Kraftstoffmenge               | 1000 Liter                                                                                                |
| Reichweite (Fahrstrecke)      | 420 km |
| maximale Schussweite          | abhängig vom Typ der Munition 30 km und mehr                                                              |
| Bewaffnung                    | 155-mm-Haubitze L/52, ein Maschinengewehr                                                                 |
| Munition                      | 60 Geschosse und 48 Beuteltreibladungen oder 288 Treibladungsmodule                                       |

| Munitionstyp                          | Reichweite (km) |
| ------------------------------------- | --------------- |
| Standardgeschoss z. B. DM121, M1712   | 30              |
| ERFB mit Base Bleed                   | 40              |
| V-Lap mit zusätzlichem Raketenantrieb | 56              |
| Vulcano Ballistic Extended Range      | 50              |
| Vulcano Guided Long Range             | 70              |

## Einsatz

### Einsatzprofil

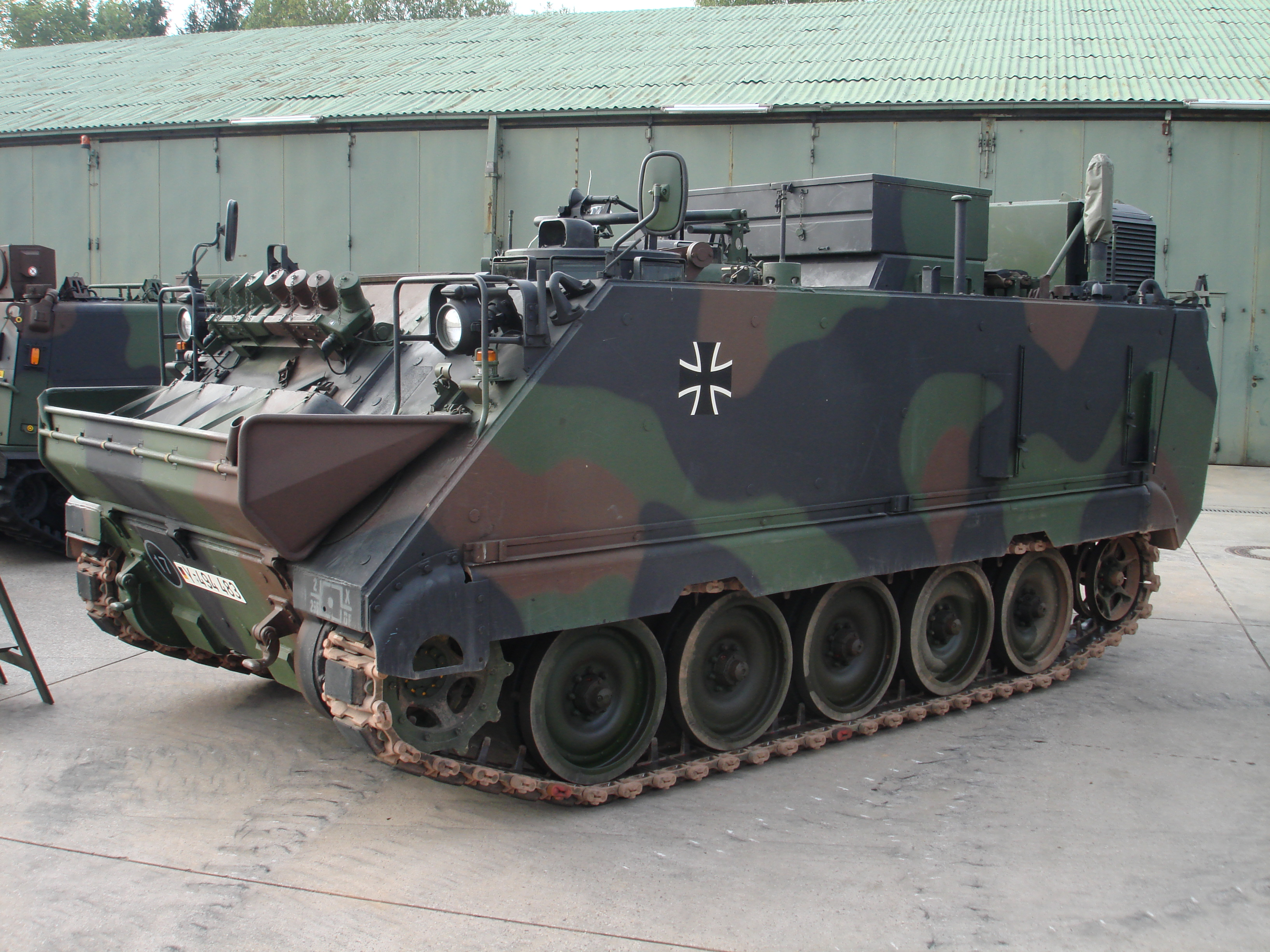
Die M113 sind das Trägerfahrzeug für das Führungssystem ADLER. Ausgestattet mit Computern und Datenfunk sind sie das Bindeglied zwischen Zug und Bataillon.

Das Einsatzprofil der PzH 2000 wurde primär für die Bedrohungslage des Kalten Krieges konzipiert, zu dessen Zeit die Entwicklung begann. Sie sollte in der Lage sein, motorisierten Verbänden zu folgen, schnell in Stellung zu gehen und nach der Ausführung des Feuerauftrages schnell die Stellung zu wechseln, um feindlichem Gegenfeuer zu entgehen. Durch diese sogenannte “shoot-and-scoot”-Fähigkeit (deutsch etwa: ‚Feuern und abhauen‘) ist es dem Gegner nahezu unmöglich, die Haubitze mit seinem Gegenfeuer wirksam zu bekämpfen. Durch ihre Panzerung sollte ein Feuerkampf auch unter feindlichem Beschuss möglich sein. Die Feuerleit- und Positionsbestimmungsausrüstung ermöglicht den einzelnen Fahrzeugen ein hohes Maß an Autonomie. Vorbereitete Feuerstellungen sind nicht mehr notwendig, da aus jeder beliebigen Stellung geschossen werden kann.
Die Unterstützung durch eine Feuerleitstelle ist nicht erforderlich. Das Einsatzprofil sieht vor, dass ein Zug in gedeckter Aufstellung auf ein Feuerkommando wartet. Wird es per Datenfunk übermittelt, fahren die Geschütze in eine erkundete Stellung, führen das Feuerkommando aus und beziehen eine neue gedeckte Aufstellung oder fahren zum Ladeplatz; dort kann aufmunitioniert werden. Der Zeitraum vom Empfang des Feuerkommandos bis zum Verlassen der Stellung beträgt maximal zwei Minuten.
Bei der Bundeswehr ist die PzH 2000 in den Panzerartilleriebataillonen eingesetzt. Diese Bataillone sind einer Brigade oder einer Division als Divisionstruppen direkt unterstellt, ein Bataillon ist Teil der Deutsch-Französischen Brigade. Hauptaufgabe ist die Feuerunterstützung der eigenen Kampftruppen und der Kampf mit Feuer in die Tiefe gegen Hochwertziele wie Gefechtsstände. Die kleinste taktische Einheit ist der Zug, der aus vier Haubitzen, einem Zugführer-MTW M113 und einem Feuerleit-MTW besteht.

### Einsätze bei der Bundeswehr

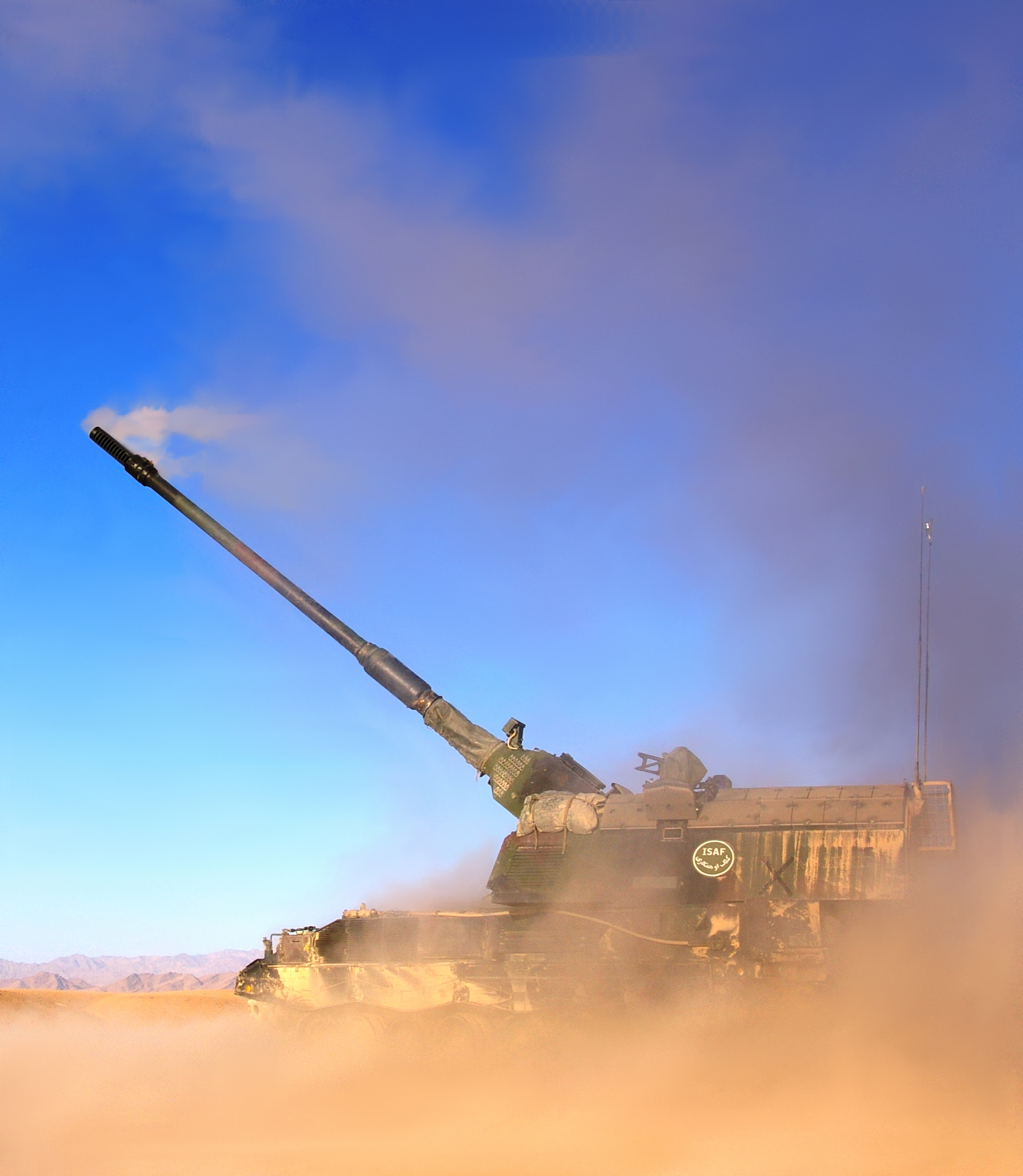
Niederländische PzH 2000 feuert in Chora/Afghanistan am 16. Juni 2007

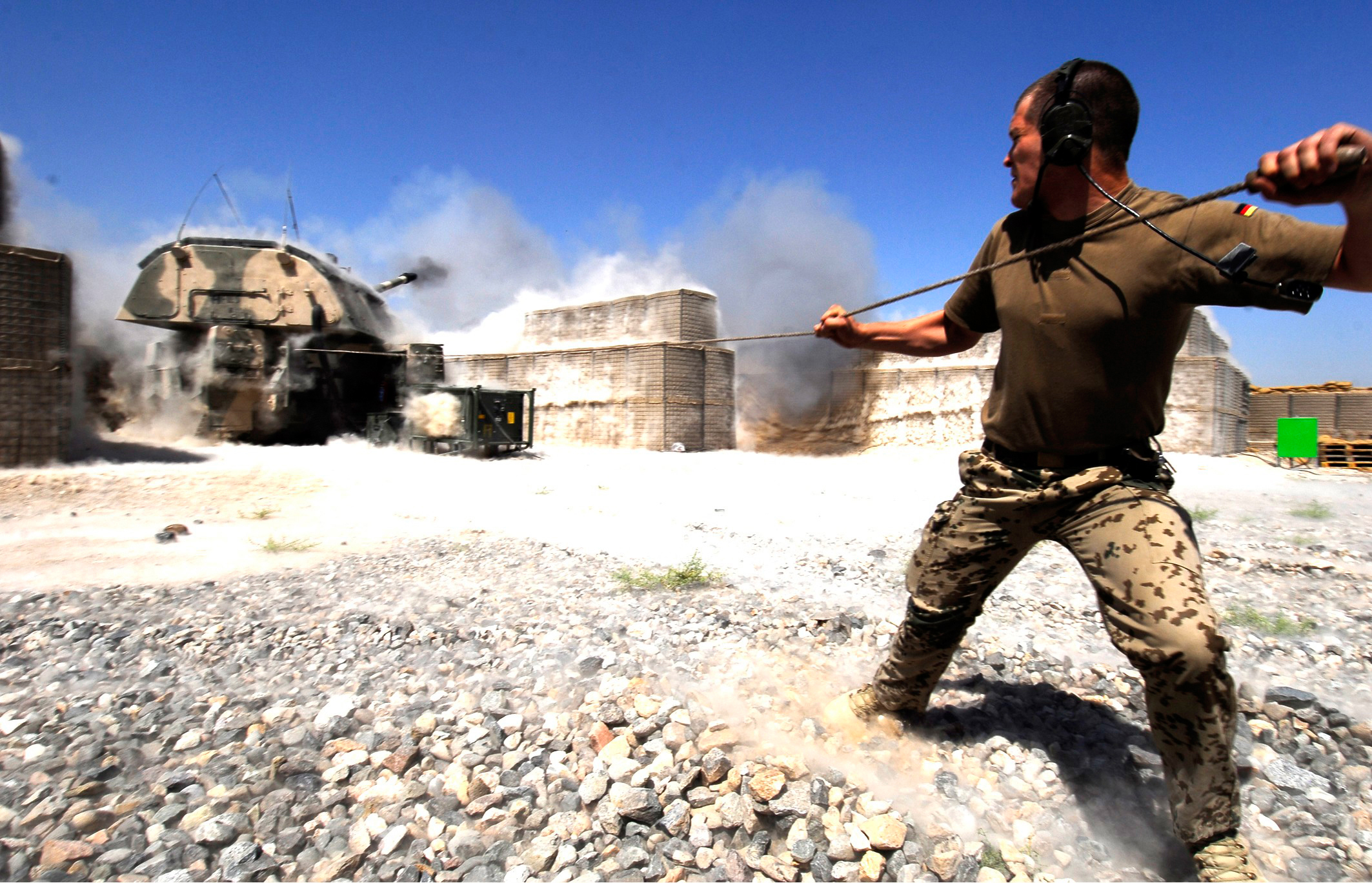
PzH 2000 der Bundeswehr in Afghanistan: Abfeuern mit langer Leine

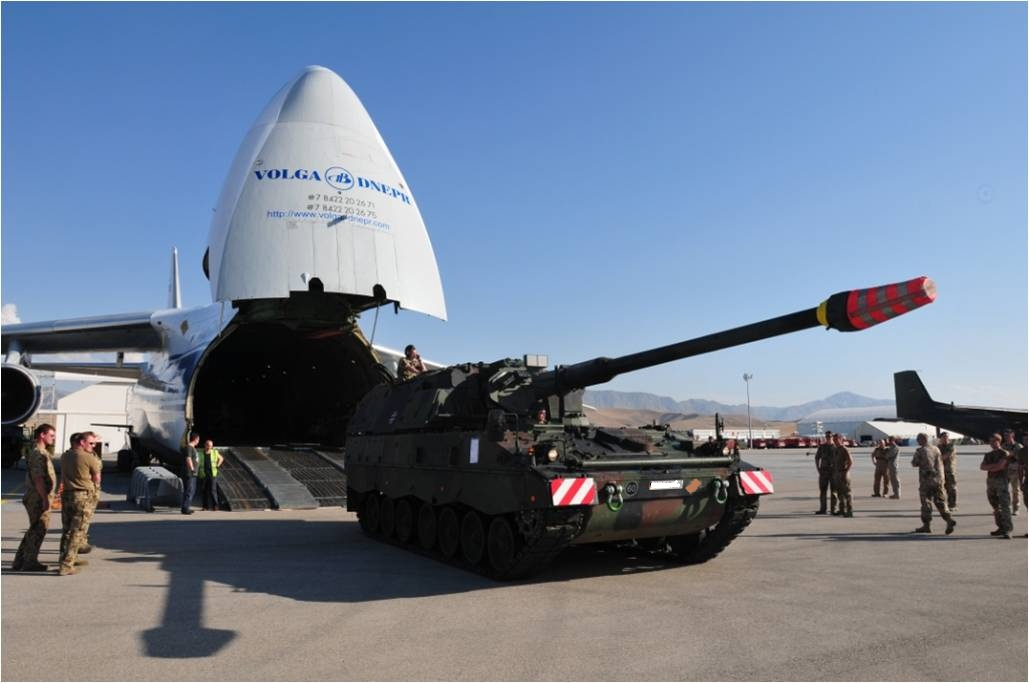
Ausladen einer PzH 2000 aus einer Antonow-124 im Rahmen von SALIS in Mazar-i-Sharif

Ihre ersten Kampfeinsätze bestritt die PzH 2000 in Afghanistan während der Operation Medusa (2006) und der Schlacht von Chora (2007) in der südafghanischen Provinz Kandahar, bei der drei niederländische Haubitzen die Streitkräfte der Koalition unterstützten. Während der Operation Medusa wurden über viertausend Geschosse verschossen. Während der Schlacht von Chora zeigte sich, dass die von den Panzerhaubitzen bereitgestellte Feuerunterstützung in Verbindung mit Luftnahunterstützung sehr effektiv war. Ziele konnten wirksam bis in 42 km Entfernung bekämpft werden.
Als Reaktion auf die Angriffe der Taliban gegen die Bundeswehr vom 2. April 2010, bei denen drei Soldaten fielen, forderte der damalige Verteidigungsminister Karl-Theodor zu Guttenberg „schwere Waffen für Afghanistan“. Im Mai 2010 wurden drei Panzerhaubitzen 2000 nach Afghanistan verlegt, deren Einsatzbereitschaft bis Ende Juni hergestellt war. Im Rahmen eines Übungsschießens zur Ermittlung genauer Schusswerte vor Ort sowie zu Zwecken der „Show of Force“ waren bis dahin insgesamt 20 Geschosse Spreng-, Leucht- und Nebelmunition verschossen worden. Am 10. Juli 2010 kamen die Haubitzen dann durch das Artillerielehrregiment 345 aus Kusel erstmals zum Einsatz, um die Bergung eines bei einem IED-Anschlag beschädigten Fahrzeugs zu ermöglichen. Dabei wurden fünf Schuss scharfer Munition abgefeuert. Zwei weitere Geschütze folgten Anfang 2011.

### Verschleiß und technische Mängel in der Ukraine
Mitte August 2022 waren alle zehn PzH 2000, welche die ukrainische Armee erhalten hatte, nach intensiver Nutzung an der Front nicht mehr einsatzfähig. Es fehlte an Ersatzteilen. Die Pulverrückstände in den Rohren waren nach hoher Schussbelastung erheblich und führten zu technischen Schwierigkeiten. Auch gab es Bedienfehler. Da die technische Fernunterstützung durch die Artillerieschule nicht ausreichte, wurden einzelne PzH 2000 in Litauen instand gesetzt. Dabei ergaben sich Probleme bei Ersatzteilen, die weder durch die Industrie noch durch die Bundeswehr kurzfristig geliefert werden konnten.
2023 traten durch die intensiven Einsätze weitere Verschleißerscheinungen auf. Berichtet wurde von zeitweiligem Überhitzen der Elektronik. Bei Ausfällen der teilautomatisierten Munitionszufuhr mussten die Soldaten manuell und damit langsamer laden. Auch litt die Justierung der Zielerfassung unter Verschleiß und es wurde von Abnutzungsspuren an der Hardware berichtet.
Da die PzH 2000 im Ukraineeinsatz erstmals extrem hoch belastet wurden, traten zuvor nicht bekannte Probleme auf.
Andererseits wurde die prognostizierte Rohrlebensdauer von 4.500 Schuss mit bis zu 20.000 Schuss bei Weitem übertroffen.

## Nutzerstaaten
Neben der Bundeswehr befindet sich das Geschütz noch in sieben weiteren europäischen Armeen und Katar im Einsatz oder Zulauf. Das Fahrzeug wurde darüber hinaus von den Streitkräften Schwedens, Finnlands, Norwegens, der Türkei und Australiens getestet. Jedoch entschieden sich alle diese Länder gegen eine Einführung der Panzerhaubitze 2000. Australien verwarf im März 2012 die Anschaffungspläne.
Schweden entschied sich für das 2002 von Bofors präsentierte Artilleriesystem Archer.
Die Türkei baut die südkoreanischen Panzerhaubitze K9 Thunder in Lizenz (T-155 Fırtına).
Rumänien bestellte am 9. Juli 2024 54 Panzerhaubitzen K9 und 36 Munitionsversorgungsfahrzeuge K10 für rund 1 Milliarde US-Dollar. Die Fahrzeuge sollen 2027 bis 2029 zulaufen; die meisten sollen in Rumänien selbst produziert werden.

### Deutschland
Die Bundeswehr, die ursprünglich 185 Haubitzen beschaffte, unterhielt im aktiven Dienst aus Kosten- und Bedarfsgründen nur 153 Stück des verbesserten Typs PzH 2000 A1. Im März 2010 gab der damalige Inspekteur des Heeres, General Hans-Otto Budde, bekannt, dass die deutsche Artillerietruppe aus Kostengründen um zwölf PzH 2000 verringert werden soll.
Ein Jahr später wurde im Zuge der Neuausrichtung der Bundeswehr die Zahl der PzH 2000 um rund 45 Prozent reduziert (von 148 auf 81 Stück).
Angesichts der veränderten Sicherheitslage in Europa (Russische Streitkräfte haben im März 2014 die ukrainische Halbinsel Krim besetzt und Russland hat sie annektiert; Russland unterstützt bzw. führt seit April 2014 den Krieg im Donbass) beschloss das Kabinett Merkel III Anfang 2016, die Anzahl der Haubitzen auf 101 zu erhöhen. Stand 2021 waren bei der Bundeswehr 108 PzH 2000 im Dienst.
Anfang Mai 2022 gab Verteidigungsministerin Christine Lambrecht bekannt, dass die Bundesrepublik Deutschland als Reaktion auf den Russischen Überfall sieben eingelagerte PzH 2000 an die Ukraine liefert. Diese trafen im Juni 2022 dort ein. Am 28. Juni 2022 beschlossen die Bundesregierung und die Regierung der Niederlande, der Ukraine je drei weitere PzH 2000 zu liefern. Am 19. September 2022 kündigte Verteidigungsministerin Lambrecht an, dass Deutschland weitere 4 Panzerhaubitzen 2000 an die Ukraine liefert; damit stieg die Zahl der von Deutschland abgegebenen Geschütze auf 14.
Die an die Ukraine abgegebenen 14 Waffensysteme werden durch Nachbeschaffung in den nächsten Jahren ersetzt.
Zunächst genehmigte der Haushaltsausschuss des Deutschen Bundestages im März 2023 den Kauf von zehn Haubitzen für 184 Millionen Euro. Im Mai 2023 wurde bekannt, dass die Bundeswehr acht vorhandene Panzerhaubitzen zur Ersatzteilgewinnung ausschlachtet. Dies war notwendig, um die Bestellung weiterer 12 Haubitzen aus dem Rahmenvertrag mit KNDS Deutschland (ehemals KMW) zu ermöglichen. Hintergrund dieser Vorgehensweise war, dass der Rahmenvertrag nur den Kauf von 10 Haubitzen zzgl. jeweils 3 Losen à 6 Panzerhaubitzen ermöglichte und die Finanzierung aus einer der angesprochenen Haushaltstellen lediglich den Ersatz der abgegebenen 14 Systeme erlaubte. Am 24. Mai 2023 stimmte der Haushaltsausschuss der Beschaffung der weiteren 12 Systeme zu. Der Zulauf der 10 Haubitzen aus der ersten Bestellung soll 2025/26 erfolgen.
Anfang April 2024 gab Rheinmetall bekannt, mit der Lieferung von Kernkomponenten für alle bestellten 22 Panzerhaubitzen 2000 beauftragt worden zu sein.

### Griechenland

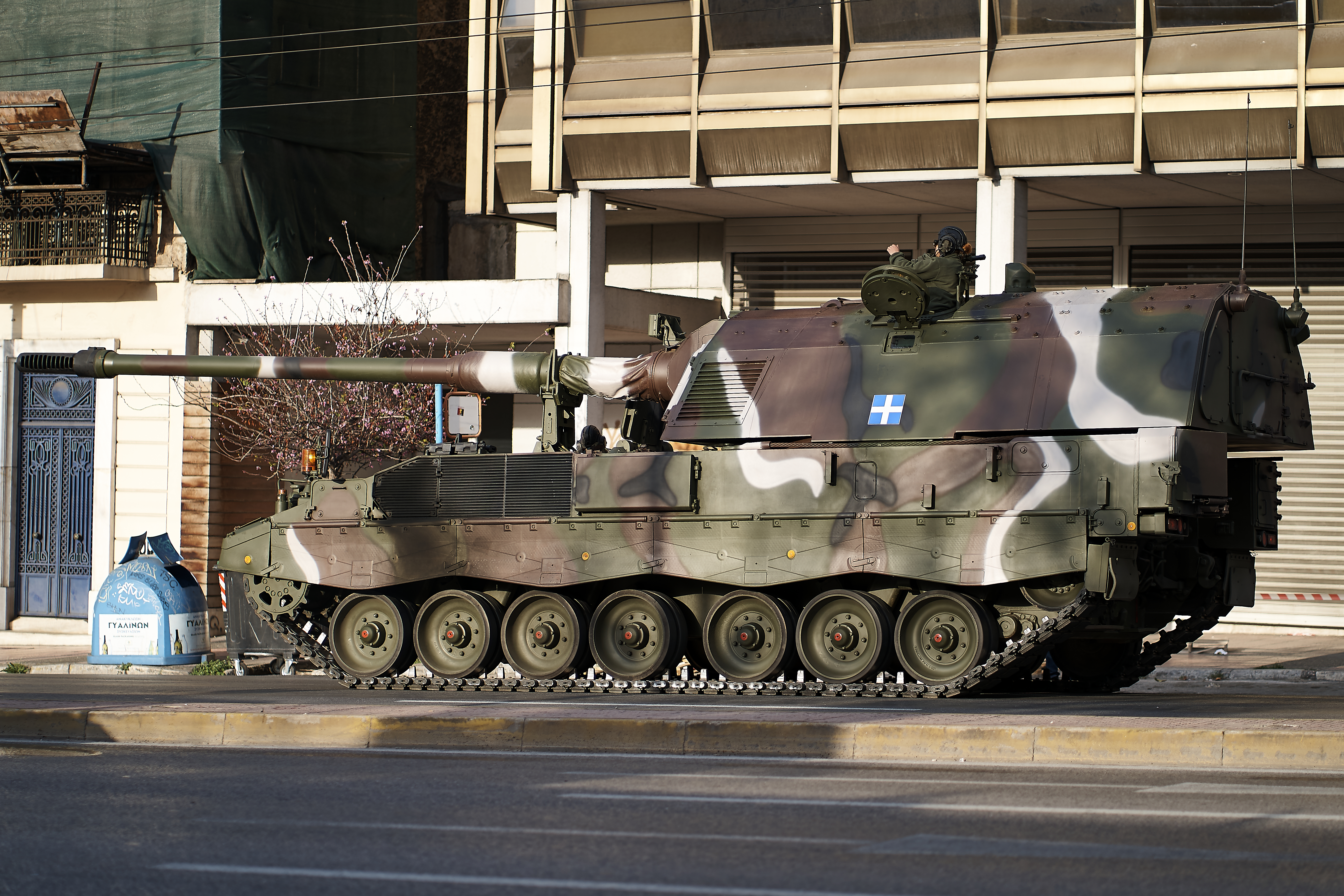
Griechische Panzerhaubitze 2000 während einer Parade im März 2024

Griechenland entschied sich im Jahr 2001 für die Panzerhaubitze 2000. In den Jahren 2003 und 2004 wurden insgesamt 24 Exemplare vom Typ PzH 2000HEL an das griechische Heer geliefert. Die PzH 2000HEL hat eine zusätzliche Nachtsichtoptik für den Fahrer und eine digitalisierte Datenfunkanlage. Das Stromerzeugungsaggregat fehlt; der Tarnanstrich folgt einem anderen Schema als bei den übrigen Nutzerländern. Die Beschaffung weiterer Fahrzeuge war angedacht.
Im Oktober 2009 wurde die griechische Staatsschuldenkrise publik.

### Italien

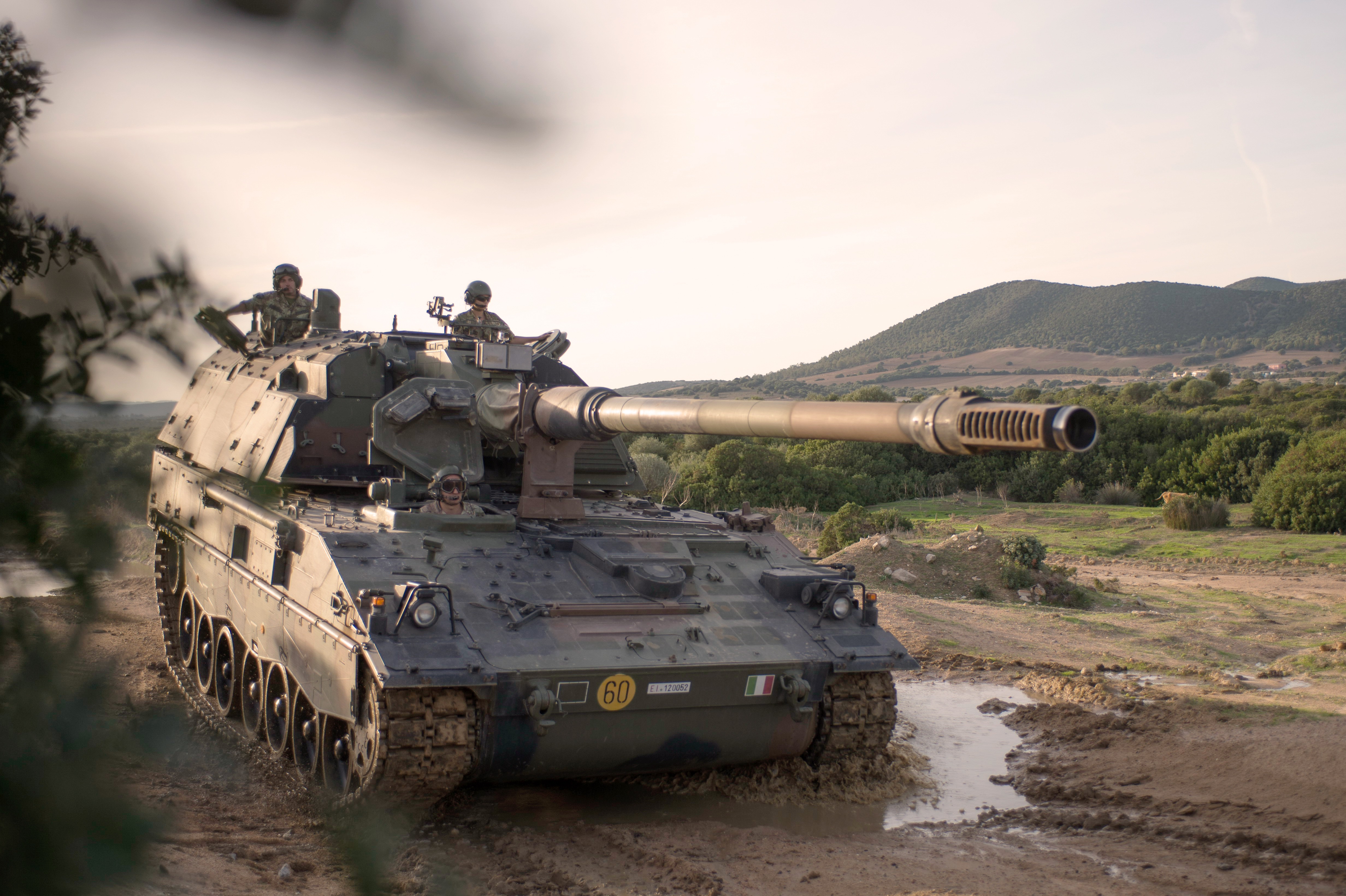
Italienische Panzerhaubitze 2000 während der Übung Trident Juncture 15 im Jahr 2015

Italien war der erste Exportkunde für die PzH 2000. Insgesamt erhielt das italienische Heer 70 Geschütze. Die ersten beiden Fahrzeuge wurden von Krauss-Maffei-Wegmann (seit 8. April 2024 KNDS Deutschland) geliefert und sind nicht mehr in Dienst, alle weiteren fertigte ein Firmenkonsortium aus Iveco, Fiat und Oto Melara. Sechs wurden 2022 an die Ukraine abgegeben.

### Katar
Im Mai 2009 stimmte der Bundessicherheitsrat Deutschlands einer Lieferung von 24 PzH 2000 aus Deutschland nach Katar zu. Die erste Auslieferung von drei Haubitzen erfolgte im Herbst 2015.

### Kroatien

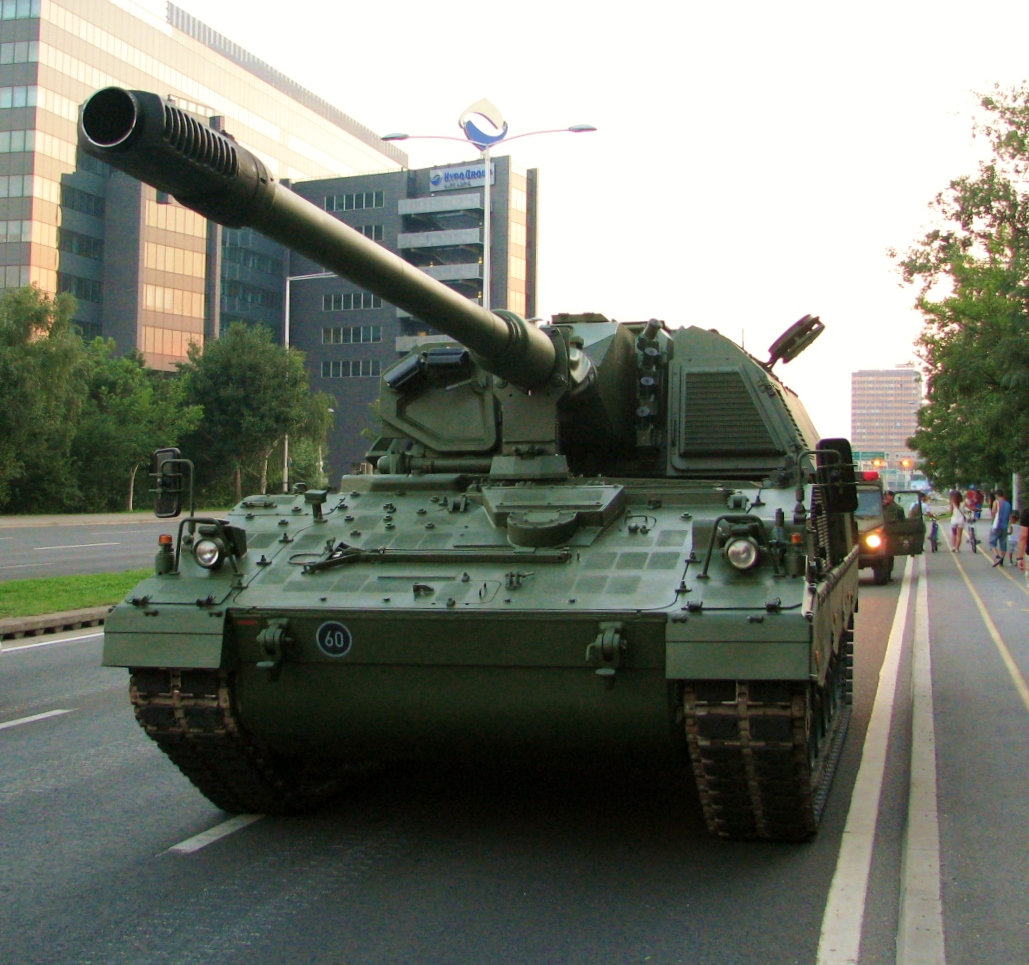
Kroatische Panzerhaubitze 2000 in Zagreb, 2015

Im Dezember 2014 unterzeichnete Kroatien einen Kaufvertrag über zwölf Panzerhaubitzen aus ehemaligen Beständen der Bundeswehr, die in zwei Tranchen bis 2016 ausgeliefert werden sollten. Bis 2017 wurden 16 Haubitzen bei den kroatischen Streitkräften eingeführt, von denen sich (Stand 2019) 12 im aktiven Dienst befinden.

### Litauen

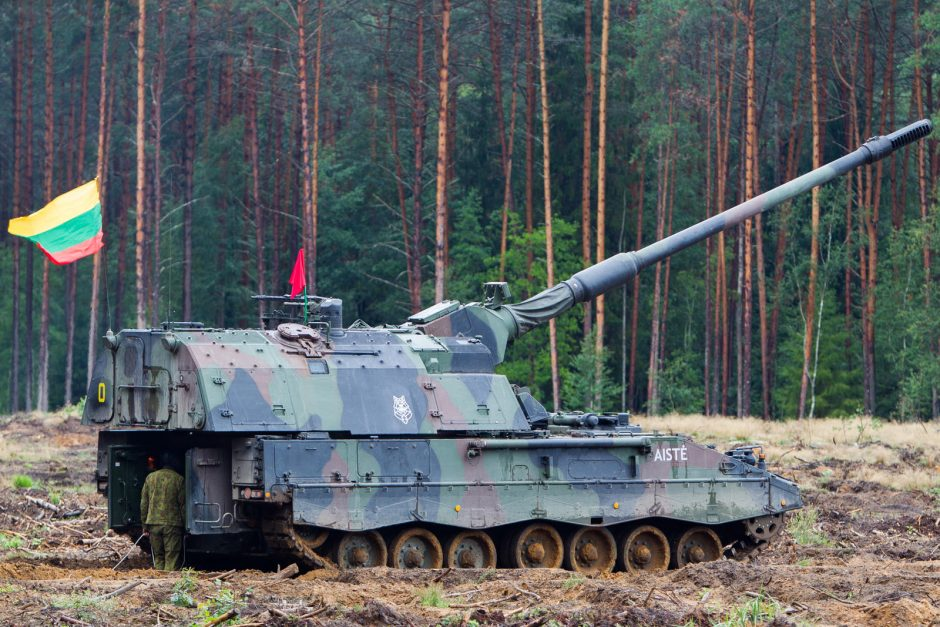
Litauische Panzerhaubitze 2000 im Manöver, 2018

Im Februar 2015 erklärte der damalige litauische Verteidigungsminister Olekas, dass Litauen beabsichtige, PzH 2000 aus Deutschland zu kaufen. Die Bundesregierung bestätigte im April 2015 Pläne, aus Beständen der Bundeswehr 12 gebrauchte Exemplare der PzH 2000 nach Litauen zu liefern. Die Vereinbarung umfasste schließlich 21 Haubitzen, von denen 16 Exemplare vom „General Romualdas Giedraitis“-Artillerie-Bataillon genutzt werden und dort die seit dem Jahr 2000 von Dänemark gelieferten Haubitzen des Typs M101 (105 mm) ersetzen. Neben den PzH 2000 umfasste der Vertrag auch die Lieferung von 26 M577 Führungs- und Funkpanzer sowie 6 Bergepanzer 2. Die ersten PzH 2000 wurden im Juni 2016 übergeben und die letzte im März 2022.

### Niederlande
Die Niederlande entschieden sich 2002 für die Beschaffung von 57 PzH 2000 und gegen drei Konkurrenten (die britische AS90, die US-amerikanische M109A6 Paladin und die südafrikanische Denel G6). Ursprünglich sollten die PzH von 2004 bis 2009 ausgeliefert werden. Da die niederländischen Streitkräfte umfassend reorganisiert wurden, sank der Bedarf auf 39 PzH. Von diesen waren zeitweise nur 24 im aktiven Dienst. Die Ausbildung der Soldaten fand in der Artillerieschule in Idar-Oberstein und auf dem angrenzenden Truppenübungsplatz Baumholder statt.
Die Regierung der Niederlande hat der Ukraine insgesamt 8 ihrer PzH 2000 überlassen, um deren Verteidigung gegen den völkerrechtswidrigen russischen Überfall seit dem 24. Februar 2022 zu unterstützen.
Im Oktober 2022 teilte das niederländische Verteidigungsministerium mit, 10 Panzerhaubitzen 2000 zu reaktivieren, um 4 statt 3 Panzerhaubitzenbatterien in Dienst zu haben. Dadurch haben sowohl die 13 Lichte Brigade als auch die 43 Gemechaniseerde Brigade je ein Artilleriebataillon. Insgesamt nutzt das niederländische Heer seitdem 46 PzH 2000.

### Ungarn

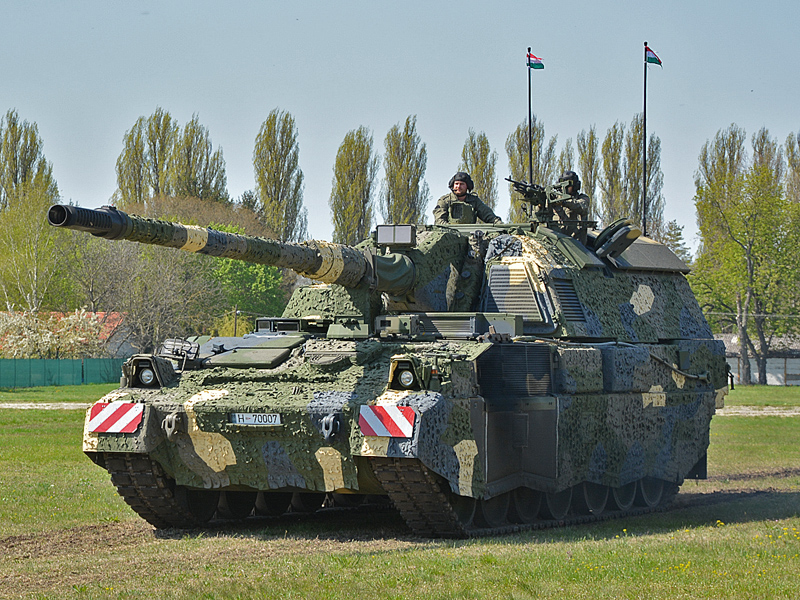
Ungarische Panzerhaubitze 2000 im April 2023

Im Dezember 2018 bestellte Ungarn bei Krauss-Maffei Wegmann (seit 8. April 2024 KNDS Deutschland) 24 PzH 2000. Teil dieses Vertrages waren außerdem der Kauf von 44 Leopard 2A7+ und weiteren 12 gebrauchten Leopard 2A4 zu Schulungszwecken.

### Ukraine
Anfang Mai 2022 gab die damalige deutsche Verteidigungsministerin Christine Lambrecht die Lieferung von sieben Panzerhaubitzen an die Ukraine bekannt. Eine unbekannte Anzahl von Panzerhaubitzen wurde im Juni 2022 an die Ukraine übergeben. Die Niederlande lieferten fünf weitere. Ende Juni 2022 gaben die Niederlande und Deutschland bekannt, der Ukraine jeweils weitere drei Panzerhaubitzen 2000 zu liefern. Am 19. September 2022 erklärte Verteidigungsministerin Lambrecht, dass Deutschland vier weitere Panzerhaubitzen 2000 an die Ukraine liefern werde; damit stieg deren Zahl auf insgesamt 14 von der Bundeswehr an die Ukraine abgegebene PzH 2000. Ende Oktober wurde bekannt, dass Italien der Ukraine auch sechs PzH 2000 geliefert hat. Stand 2023 befanden sich damit 28 PzH 2000 in ukrainischen Beständen.
Im Februar 2024 wurde eine weitere Lieferung von 18 PzH 2000 an die Ukraine als Hilfsleistung der Bundesregierung angekündigt, deren Auslieferung von Ende 2025 bis 2027 erfolgen soll. Im September 2024 kündigte Verteidigungsminister Pistorius eine zusätzliche Lieferung von 12 PzH 2000 an die Ukraine an, davon sechs noch vor Ende 2024 und die übrigen im Laufe des Jahres 2025. Im selben Monat wurde bekannt, dass die versprochenen Haubitzen aus Beständen der Streitkräfte Katars stammen werden, welche im Gegenzug neue RCH 155-Systeme erhalten. Nach Abschluss aller o.g Lieferungen soll die Ukraine über 54 PzH 2000 verfügen, was drei Artilleriebataillonen entspricht.